# Центавр X-3
Центавр X-3 (4U 1118–60, Cen X-3) — рентгенівський пульсар із періодом 4,84 секунди. Він був третім рентгенівським джерелом у сузір'ї Центавра та першим відкритим рентгенівським пульсаром. Зоряна система складається з нейтронної зорі, що обертається навколо масивного надгіганта спектрального класу О, який назвали зорею Кржемінського на честь першовідкривача. Акреція речовини від надгіганта до нейтронної зорі спричиняє рентгенівське випромінювання.

## Історія
Центавр Х-3 вперше спостерігався під час експериментів з пошуку космічних джерел рентгенівського випромінювання 18 травня 1967 року. Початкове визначення рентгенівського спектру й визначення місця походження проводилися за допомогою зондувальних ракет. У 1971 році були проведені подальші спостереження за допомогою супутника UHURU, а саме було записано двадцять сім стосекундних спостережень. Ці спостереження виявили пульсацію із середнім періодом 4,84 секунди та варіацією 0,02 секунди. Пізніше з'ясувалося, що на період коливань 4,84 секунди накладався довший період тривалістю 2,09 днів. Довший період пульсацій було пояснено ефектом Доплера, який зумовлено орбітальним рухом джерела, а тому вони стали доказом подвійної природи Центавра Х-3.
Попри докладні дані супутника UHURU щодо орбітального періоду подвійної системи й періоду пульсації в рентгенівському діапазоні, а також мінімальної маси зорі, яка затемнює, оптичний компонент залишався невідомим протягом трьох років. Частково причиною було розташування Центавра Х-3: він лежить у площині Галактики в напрямку спірального рукава Кіля-Стрільця, а тому потрібно було зіставити з десятками тьмяних об'єктів. Cen X-3 був остаточно пов'язаний із тьмяною, сильно почервонілою внаслідок поглинання світла міжзоряним пилом змінною зорею, розташованою трохи за межею помилки спостережень UHURU. Видиму зорю пізніше назвали на честь її першовідкривача, польського астронома Войцеха Кржемінського.

## Система
Центавр Х-3 розташований у площині Галактики на відстані близько 5,7 ± 1,5 кпк у напрямку рукава Кіля–Стрільця і є затемнюваною спектроскопічно подвійною зоряною системою. Видимий компонент — зоря Кржемінського, надгігант; а рентгенівська компонента — намагнічена нейтронна зоря, що швидко обертається.

### Рентгенівська компонента
Маса нейтронної зорі оцінюється в 1,21 ± 0,21 мас Сонця. Рентгенівське випромінювання спричинене акрецією речовини з розширеної атмосфери блакитного гіганта, яка перетікає через внутрішню точку Лагранжа L1. Газ, імовірно, утворює акреційний диск й рухається по спіралі та врешті-решт падає на нейтронну зорю, вивільняючи гравітаційну потенціальну енергію. Магнітне поле нейтронної зорі спрямовує газ на ділянки біля магнітних полюсів, де на поверхні утворюються гарячі плями та виникає рентгенівське випромінювання.
Нейтронна зоря регулярно (кожні 2,09 дні) затемнюється своїм гігантським супутником; ці регулярні рентгенівські затемнення тривають приблизно чверть орбітального періоду. Трапляються також поодинокі нерегулярні зміни рентгенівського випромінювання.
Період обертання (англ. spin up) Центавра Х-3 показує прискорення, що є дуже помітним на тлі довгострокового скорочення його періоду пульсацій. Це прискорення обертання було вперше відзначено у пульсарів Центавр X-3 і Геркулес X-1, а зараз відзначається в інших рентгенівських пульсарів. Найбільш ймовірне пояснення походження цього ефекту — вплив обертального моменту речовини, яка акрецює на нейтронну зорю.

### Зоря Кржемінського
Зоря Кржемінського є гарячою масивною зорею з масою 20,5 ± 0,7 М☉, радіусом бл. 12 Р☉ і спектральним класом О6-7 II—III на пізній стадії еволюції.
Щодо правильності визначення видимого компонента сумнівів практично не має, оскільки амплітуда її кривої блиску узгоджується з періодом і фазами рентгенівського пульсара Центавр Х-3, а також демонструє ту ж схожість у подвійній хвилі, що спостерігається і в інших відомих масивних подвійних системах. Еліпсоїдні світові варіації подвійної хвилі створюються припливно-деформованим гігантом, який майже заповнив свою порожнину Роша. Видимий компонент відповідає класу світності ОВ II, що схоже зі значенням маси, отриманим з рентгенівських даних, і узгоджується з мінімальним радіусом, який було обраховано через тривалість рентгенівського затемнення.